# Planospirodiscus
Planospirodiscus es un género de foraminífero bentónico de la subfamilia Archaediscinae, de la familia Archaediscidae, de la superfamilia Archaediscoidea, del suborden Fusulinina y del orden Fusulinida. Su especie tipo es Planospirodiscus taimyricus. Su rango cronoestratigráfico abarca el Viseense inferior y medio (Carbonífero inferior).

## Discusión
Algunas clasificaciones más recientes incluyen Planospirodiscus en el Suborden Archaediscina, del Orden Archaediscida, de la Subclase Afusulinana y de la Clase Fusulinata.

## Clasificación
Planospirodiscus incluye a las siguientes especies:
- Planospirodiscus taimyricus †